# جيم بيرسون
جيم بيرسون (بالإنجليزية: Jim Pearson)‏ (24 مارس 1953 في المملكة المتحدة - ) هو مدرب كرة قدم ولاعب كرة قدم بريطاني في مركز الهجوم. شارك مع منتخب اسكتلندا تحت 21 سنة لكرة القدم. أما مع النوادي، فقد لعب مع سانت جونستون ونادي إيفرتون ونيوكاسل يونايتد ونادي بارو ونادي غيتزهد.

## وصلات خارجية
- جيم بيرسون على موقع قاعدة بيانات كرة القدم.إي يو (الإنجليزية)
- جيم بيرسون على موقع عالم كرة القدم.نت (الإنجليزية)